# Lijepa naša domovino
Lijepa naša domovino (em português: "A nossa bela Pátria") é o hino nacional da Croácia. Foi o hino da República Socialista da Croácia, e tornou-se no da República da Croácia sobre a declaração de independência em 1991.
A letra original foi escrita por Antun Mihanović e publicada pela primeira vez sob o título Horvatska domovina ("Pátria croata") em 1835. A música foi composta por Josip Runjanin em 1846.
A canção completa foi pontuada e harmonizada por Vatroslav Lichtenegger em 1891, e ela foi feita de acordo com o hino croata no mesmo ano, sob o título "Lijepa naša". Desde então tem vindo a ser conhecida sob o título ligeiramente mais presente e mais alguns pequenos ajustes foram feitos na letra.
Entre 1918 e 1941, Lijepa naša domovino foi feita em conjunto com o Bože pravde (o hino nacional da Sérvia) e Naprej zastava slave (o hino nacional de Eslovénia), como o hino nacional do Reino dos Sérvios, Croatas e Eslovenos, depois denominado Jugoslávia.